# Софієва Айнур Мамедійя-кизи
Айнур Мамедійя-кизи Софієва(азерб. Aynur Məmmədiyyə qızı Sofiyeva, 19 липня 1970, Кахі, Азербайджанська РСР) — азербайджанська шахістка, гросмейстер серед жінок від 1990 року, депутат Міллі Меджлісу Азербайджану другого скликання, заступник голови Державного комітету з проблем сім'ї, жінок і дітей, президент федерації шахів Азербайджану у 2002—2007 роках.

## Біографія
Айнур Софієва народилася 19 липня 1970 року в Кахі. Закінчила школу із золотою медаллю, почавши при цьому займатися шахами відразу з другого класу. У шість років стала чемпіонкою Ґахського району з шахів. Має дві вищі освіти. З відзнакою закінчила факультет журналістики (1991) та юридичний факультет Бакинського Державного Університету (2001). 1990 року ФІДЕ їй присудила звання гросмейстера серед жінок. 1995 року за заслуги в розвитку спорту в Азербайджані Президент Азербайджанської Республіки нагородив її медаллю «Прогрес».

## Політична діяльність
1995 року розпочала політичну кар'єру, вступивши до лав владної партії «Новий Азербайджан». 2000 року її обрано депутатом Міллі Меджлісу (парламенту) Азербайджану. У списках партії «Новий Азербайджан» була під № 16. Своїм указом від 16 березня 2007 року президент Ільхам Алієв призначив Айнур Софієву заступником голови Державного комітету з проблем сім'ї, жінок і дітей. Відразу ж після призначення подала у відставку з поста президента Шахової федерації Азербайджану

## Досягнення
- 1984 — чемпіонка Азербайджану серед дівчат.
- 1985 — чемпіонка Азербайджану серед жінок.
- 1986 — чемпіонка СРСР серед дівчат.
- 1986 — чемпіонка Дев'ятої літньої спартакіади народів СРСР (у командному заліку).
- 1988 — 2-ге місце на чемпіонаті СРСР серед жінок.
- 1990 — переможниця відбіркового турніру до чемпіонату світу серед жінок.
- 1990 — срібна призерка чемпіонату світу серед дівчат до 20-ти років.
- 1990 — чемпіонка світу серед студентів (2 золоті медалі в особистому та командному заліках).
- 1990 — отримує титул першого жіночого гросмейстера серед мусульманських жінок.
- 1992 — виступ на 1-й шахівниці за національну збірну на шаховій Олімпіаді в Манілі.
- 1993 — срібна призерка чемпіонату світу до 26-ти років (у командному заліку).
- 1998 — відкрила першу заочну шахову школу для дівчат у Азербайджані.

## Зміни рейтингу
| На цьому місці має відображатися графік чи діаграма, однак з технічних причин його відображення наразі вимкнено. Будь ласка, не видаляйте код, який викликає це повідомлення. Розробники вже працюють для того, щоби відновити штатне функціонування цього графіка або діаграми. | |
| | На цьому місці має відображатися графік чи діаграма, однак з технічних причин його відображення наразі вимкнено. Будь ласка, не видаляйте код, який викликає це повідомлення. Розробники вже працюють для того, щоби відновити штатне функціонування цього графіка або діаграми. |